# Marquesado de San Millán
El marquesado de San Millán es un título nobiliario español creado por el rey Carlos II con real decreto del 23 de abril de 1688 y real despacho del 11 de julio de 1689 a favor de Miguel de Oquendo y San Millán, en memoria de su abuelo paterno, el almirante Antonio de Oquendo, caballero de la Orden de Santiago. 

## Marqueses de San Millán
- Miguel Carlos de Oquendo y San Millán (m. Lasarte, 24 de noviembre de 1693[4]) I marqués de San Millán,[5] general de la Armada y de la Escuadra del Cantábrico.[6] Era hijo de Miguel de Oquendo y Molina, caballero de la Orden de Santiago —hijo ilegítimo del almirante Antonio de Oquendo y de Ana de Molina—,[7] y de Teresa de San Millán y Oquendo.[8] [9][a]

Le sucedió su hermana, aunque tuvo que esperar hasta abril de 1699 debido a varios litigios, entre ellos, las pretensiones para suceder en el marquesado y los mayorazgos de Francisco Antonio de Oquendo, bautizado el 16 de mayo de 1693, hijo natural del primer marqués y de Felipa de Ygarza,
- Micaela de Oquendo y San Millán (San Sebastián, 19 de abril de 1655-9 de septiembre de 1738[12]), II marquesa de San Millán.[13][5]

Casó el 4 de junio de 1673 en Lasarte con José de Aguirre y Zavala (también llamado José de Aguirre Engómez y Zavala) (San Sebastián, 7 de octubre de 1643-27 de diciembre de 1701).  Fueron los padres de José Antonio y de María Ignacia de Aguirre y Oquendo.
Su hijo José Antonio parece que usó el título conjuntamente en vida de su madre, pero «la longevidad de doña Micaela y una muerte prematura hicieron que don Joseph Antonio no gozase plenamente de la herencia familiar». Fue diputado general de Guipúzcoa y alcalde de San Sebastián.  Casó en primeras nupcias, en Vitoria, el 11 de febrero de 1706, con Fausta de Sarria Iñara (2 de julio de 1690-1711). Contrajo un segundo matrimonio el 2 de mayo de 1714 con Inés de Alzaga y Uriarte, con sucesión. A Micaela de Oquendo y San Millán, le sucedió su nieto, hijo de José Antonio y de su primera esposa:
- José Francisco de Aguirre y Sarria (m. 17 de agosto de 1739), III marqués de San Millán, diputado general de Guipúzcoa, señor de las casas y mayorazgos de Oquendo, San Millán, Aguirre, Zavala, etc.[17]

Casó con María Teresa Porcel y Manrique de Arana (Granada, 1711/1714-4 de enero de 1794), hija de Juan Fernando Porcel y Menchaca y de su esposa Atanasia Bárbara Manrique de Arana y Zaldívar, III marquesa de Villa Alegre, hija de José Manrique de Arana e Iraola, I marqués de Villa Alegre Le sucedió su hijo:
- Joaquín de Aguirre y Porcel (San Sebastián, 1729-7 de octubre de 1816[20]), IV marqués de San Millán,[21] caballero Guardia Marinas, recibido el 16 de mayo de 1746, maestrante de Granada, recibido el 24 de mayo de 1743,[17]

Contrajo matrimonio en 1744 con María Joaquina Vicuña y Oyarbide, también llamada María Ana Joaquina de Vicuña y Gauna, señora de las villas de Izarza y Berroci. Era hija de Joaquín de Vicuña y Gauna y de Josefa Antonia de Oyarbide y Eztenaga. Fueron los padres de María Brígida, casada con Juan Bautista de Porcel y Cañaveral, V marqués de Villa Alegre, y de María Joaquina e Aguirre y Vicuña, religiosa en el convento de las Brígidas en Lasarte-Oria.
María Brígida de Aguirre y Vicuña y su esposo Juan Bautista Porcel y Cañaveral, V marqués de Villa Alegre, con quien contrajo matrimonio el 8 de febrero de 1765, fueron los padres de Trinidad Antonio Porcel y Aguirre que casó con Rafaela Valdivia y Bravo, y estos fueron los padres del sucesor en el marquesado:
- Luciano Porcel y Valdivia (Beasáin, 8 de enero de 1813-5 de febrero de 1873), V marqués de San Millán y VI marqués de Villa Alegre, sucediendo a su abuelo paterno, Juan Bautista Porcel y Cañaveral.[26] Fue senador en la legislatura de 1871-1872 por la provincia de Guipúzcoa,[27] hijo de Trinidad Antonio de la Santísima Trinidad Porcel y Aguirre, caballero de la Maestrante de Granada —hijo de Juan Bautista Porcel, natural de Granada, y de Brígida de Aguirre—, y de su esposa Rafaela de Valdivia y Bravo.[17]

Casó en primeras nupcias en San Sebastián el 22 de diciembre de 1856 con Asunción de Guirior y Azcona (m. 15 de marzo de 1860) y en segundas con Javiera de Guirior y Azcona, hermana de su primera esposa. Le sucedió su hija del primer matrimonio:
- Basilia María de la Blanca Porcel y Guirior (1859-11 de febrero de 1940), VI marquesa de San Millán y VII marquesa de Villa Alegre.[29]

Casó con Ramón de Altarriba y Villanueva, XXIV barón de Sangarrén. De este matrimonio nacieron dos hijos, Ramón, fallecido joven sin descendencia, y Jaime de Altarriba y Porcel que fue el XII conde de Robres y XXV barón de Sangarrén.
- María de la Concepción Zavala Cincunegui, VII marquesa de San Millán desde 1943, título convalidado en 1950, sexta nieta de la II marquesa de San Millán.[31][32]

Casó con Francisco Javier Ureta Irigoyen. Le sucedió su hijo en 1955:
- José Luis Ureta Zabala (m. Vigo, 12 de diciembre de 1967),[33] VIII marqués de San Millán.[34]

Le sucedió su hermano en 1970:
- Ignacio Miguel Ureta Zabala, IX marqués de San Millán[35]

Le sucedió su hijo en 1980:
- Francisco Javier Ureta Gómez de Tejada, X marqués de San Millán[36]

Le sucedió su hijo:
- Ignacio Javier Ureta y Mayans, XI marqués de San Millán.[37]